# Aurora (ESA)
Aurora je plán Evropské kosmické agentury na robotický a případně i pilotovaný průzkum Měsíce a Marsu.

## Časový plán
Původní časový plán programu Aurora z roku 2001 předpokládal následující sérii misí:
- 2007 – kapsle testující vstup do zemské atmosféry
- 2011 – ExoMars: komplexní mise obsahující rover určený k průzkumu Marsu a hledání stop života
- 2014 – testovací mise demonstrující technologie potřebné k pilotovaným letům
- 2016 – Mars Sample Return: komplex sond k dopravě vzorku marťanské půdy na Zemi (společně s NASA)
- 2018 – testovací mise demonstrující aerobraking, iontový pohon a měkké přistání (původně zamýšleno jako malá mise pro rok 2010)
- 2024 – pilotovaný let k Měsíci
- 2026 – automatický let k Marsu
- 2030/2033 – rozdělená mise pilotovaného letu k Marsu

### Vývoj časového plánu
Na ministerské konferenci ESA v prosinci 2005 v Berlíně bylo schváleno financování pouze projektu ExoMars. To tenkrát znamenalo, že zkušební mise, která měla otestovat vstup do zemské atmosféry, původně plánovaná na rok 2007, bude buďto odložena nebo úplně zrušena. Tehdejší plán misí v rámci projektu Aurora byl v roce 2007 následující:
- 2013-2014 – ExoMars
- 2016-2018 – NEXT: další mise demonstrující technologie nutné k misi Mars Sample Return[1]
- 2020-??? – Mars Sample Return

Evropská vědecká nadace byla požádána Evropskou kosmickou agenturou o přehodnocení celého časového plánu Aurory – tento nový výhled měl být zveřejněn na květnovém workshopu v Athénách.
V roce 2017 dostala Evropa při předběžném plánování místa kosmonautů v pilotovaných misích kosmické lodě Orion EM-4, EM-7 a EM-10 na plánovanou lunární orbitální stanici Deep Space Gateway. K tomu ještě Evropa zadala v roce 2019 společnosti ArianeGroup vypracovat do roku 2020 projekt plán těžby minerálů, přičemž se první člověk v rámci tohoto projektu na Měsíc dostane před rokem 2025. 
Pro dopravu nákladu na Měsíc poslouží raketa Ariane 64. Odhaduje se, že z horninové kůry na Měsíci, zvané "regolit" lze získat Kyslík (nebudou nutné zásobovací mise a zároveň jako palivo pro mise do hlubokého vesmíru) a vodu.
Časový plán byl navržen takhle:
- 2016-2020 – ExoMars (v roce 2022 splněno částečně)
- 2020 – Mars Sample Return[6] (odloženo)
- 2020-2025 – Pilotovaný výzkum Měsíce
- 2030 – Pilotovaný výzkum Marsu (rok 2030 naprosto nerealistický)